# Josef Philipp Vukassovich
Barone Josef Philipp Vukassovich, nome germanizzato dal croato Barun Josip Filip Vukasović (San Pietro del Carso, 1755 – Vienna, 9 agosto 1809), è stato un generale croato, al servizio della monarchia asburgica.

## Biografia
Nacque da una famiglia di tradizioni militari, seguì le orme del padre e iniziò la carriera arruolandosi nei Grenzer e combattendo contro l'Impero ottomano, dove si fece notare per le sue azioni, tanto da ricevere onorificenze e avanzare rapidamente di grado: nel 1796 a Vukasović venne affidato il comando di una brigata e successivamente fu nominato generale. Poiché i Grenzer vennero inviati in Piemonte e Liguria, dove gli austriaci e l'esercito sardo combatterono contro l'Armata d'Italia, comandata dall'allora giovane generale Napoleone Bonaparte, Vukasović partecipò a molte delle battaglie della campagna d’Italia, tra cui l'assedio di Mantova e la seconda battaglia di Dego.
Nel 1805 fu nominato generale di divisione dell'esercito Imperiale austriaco (nuova denominazione ufficiale dell'esercito della monarchia asburgica dopo la creazione dell'Impero austriaco nel 1804). Morì il 9 agosto 1809, dopo un mese di sofferenze, a causa delle ferite subite nella Battaglia di Wagram.